# Tagesoidea fasciata
Tagesoidea fasciata är en insektsart som beskrevs av Ludwig Redtenbacher 1908. Tagesoidea fasciata ingår i släktet Tagesoidea och familjen Diapheromeridae. Inga underarter finns listade i Catalogue of Life.